# Павлов, Пит
Пит Павлов (род. 7 ноября 1966, Слуцк) — белорусский музыкант, участник групп N.R.M., Pete-Paff, Garadzkija.

## Биография
Петр Павлов родился в семье военного врача и медсестры. Детство провел в Германии, в составе Ограниченного контингента советских войск в Германии. Учился в школе, занимался спортом (плавание, греко-римская борьба), окончил МРТИ, служил в ВДВ. С 1994 — гитарист группы N.R.M. Основатель и лидер групп Garadzkija и Pete-Paff. С 1999 по 2005 — участник группы KRIWI. Создатель и руководитель инициативы «ЖывыГукON-line». Женат на художнице Зое Луцевич, сын Ян-Винсент. В 2022 году Пит Павлов издал альбом: «Zbroja. Zołata. Kabiety» (Оружие. Золото. Женщины).